# Egzosfera
Egzosfera (grč. exo — spolja и grč. sphaira — lopta) je najviši sloj Zemjine atmosfere. Smešten je iznad termosfere od koje ga odvaja termopauza na visini od 800 do 3.000 kilometara. U egzosferi ima  malo gasova, vodonika i helijuma i ona predstavlja kontakt Zemlje i svemira. Temperatura dostiže do +1500 °. Vazduh je izuzetno razređen, a njegove čestice se kreću brzinom od 11 km/s, a nalaze na međusobnoj udaljenosti od nekoliko stotina metara. Usled toga joni azota i kiseonika odlaze u međuplanetrani prostor.
Iznad egzosfere se može izdvojiti još jedan sloj - geokorona, na visini od oko 20.000 kilometara. On se pretežno sastoji od jona vodonika.

## Literatura
- Mastilo, Natalija (2005): Rečnik savremene srpske geografske terminologije, Geografski fakultet, Beograd
- Dukić, Dušan (2006): Klimatologija, Geografski fakultet, Beograd